# Ляэтса
Ля́этса (эст. Läätsa) — деревня в волости Сааремаа уезда Сааремаа, Эстония.
До административной реформы местных самоуправлений Эстонии 2017 года входила в состав волости Салме (упразднена).

## География и описание
Расположена на острове Сааремаа, на полуострове Сырве, в 20 км от волостного и уездного центра — города Курессааре.  Высота над уровнем моря — 10 метров.  
Через деревню проходит шоссе Курессааре—Сяэре. В деревне расположен лодочный порт Ляэтса. 
Климат умеренный. Официальный язык — эстонский. Почтовый индекс — 93216.

## Население
По переписи населения 2021 года, в Ляэтса насчитывалось 93 жителя, из них 90 (96,8 %) — эстонцы.
По данным переписи населения 2011 года в деревне проживали 95 человек, из них 92 (96,8 %) — эстонцы.
Численность населения деревни Ляэтса по данным переписей населения:
| Год  | 1979 | 1989  | 2000  | 2011 | 2021 |
| ---- | ---- | ----- | ----- | ---- | ---- |
| Чел. | 213  | ↘ 162 | ↘ 111 | ↘ 95 | ↘ 93 |

## История
В конце XVIII века на месте современной деревни Ляэтса находилось поселение Ляэтсавяли (Laetze Welli, 1798 — Lætza Welly). Деревня Ляэтса была образована в 1977 году, когда были объединены деревня Юйдибе и часть посёлка Салме. После восстановления деревни Юйдибе название Ляэтса стало обозначать поселение в окрестностях порта Ляэтса. В деревне также есть хутор Ляэтса (в 1802 году упоминается Läätsa Mihkel).. 
В советское время на территории деревни был установлен памятник оборонительной линии Ляэтса с надписью «Здесь в 1941 году находилась первая линия обороны советских войск на полуострове Сырве». В протоколе от 30 ноября 2022 года рабочая группа по советским памятникам при Госканцелярии Эстонии признала этот памятник «нейтральным монументом», т. е. не подлежащим демонтажу (см. Список советских военных памятников Эстонии).

## Инфраструктура
В деревне работают рыбоперерабатывающее предприятие Läätsa Kalatööstus AS (численность работников на 30 сентября 2023 года 44 человека), гостевой дом «Läätsa Holiday Homes» с бассейном на свежем воздухе и саунами.

## Происхождение топонима
Название деревни происходит от эстонского слова lääts : läätsa — «чечевица».

## Комментарии
1. ↑  Эстонские топонимы, оканчивающиеся на -а, не склоняются и не имеют женского рода (исключение — Нарва)[7].